# Escut de Niue
L'escut de Nieu, més aviat un segell que no pas un escut heràldic, és el segell oficial de Niue. Va ser adoptat el setembre de 2021. La primera versió del segell es va crear el 1974 quan Niue va obtenir l'estatus d'estat en lliure associació amb Nova Zelanda.

## Història
Abans de 1974 Niue utilitzava l'escut d'armes de Nova Zelanda. La constitució de Niue, aprovada el 1974, va preveure la creació del primer segell únic per a Niue. El segell l'havia de tenir el president de l'assemblea de Niue i s'havia d'utilitzar per autenticar documents públics o per afirmar la creació de noves lleis pel gabinet de Niue. L'orador també és responsable d'assegurar-se que el segell no s'utilitza malament. Tots els avisos judicials a Niue estan col·locats amb el segell. El 1977, després d'una sol·licitud de l'Assemblea de Niue, el Parlament de Nova Zelanda va aprovar la Llei del Segell de Nova Zelanda amb una esmena relacionada amb Niue per tal d'alinear el disseny del Segell Públic de Niue amb les altres nacions del Regne de Nova Zelanda. Abans del 2007, el Segell de Niue s'utilitzava a Tokelau per confirmar l'aprovació de la legislació. El 2007 es va aprovar la Llei d'esmena de Tokelau de 2007, que va substituir l'ús del segell de Niue a Tokelau i el va substituir per "sota la mà de l'administrador de Tokelau".
El gabinet de Niue va aprovar un nou disseny per al segell de Niue segons l'article 15 de la constitució de Niue, i l'assemblea de Niue va aprovar una llei per al seu ús el 29 de setembre de 2021. No obstant això, aquest disseny ja s'havia utilitzat a l'anvers de les monedes commemoratives que no circulaven produïdes per a Niue per la casa de la moneda de Nova Zelanda almenys des del 2019, com a substitut de l'efígie de la difunta reina Isabel II. S'ha continuat utilitzant en monedes emeses des del 2023 després de la coronació de Carles III.

## Disseny actual
El disseny de 2021 consisteix en una corona (que representa el sobirà com a cap d'estat), muntada sobre un cercle exterior blau en forma de garlanda tradicional de Niue de 14 petxines marines (que representa els 14 pobles de Niue). El cercle exterior envolta un cercle interior verd de dissenys hiapo, que representen la fonua (terra), dins del qual hi ha dissenys estilitzats d'un arbre, que representa la vida i la tagata Niue (la gent de Niue). Això es troba sobre un rotllo que porta el lema Atua, Niue Tukulagi (Déu, Niue Eternament) i dos katoua (maces), que representen la defensa i la seguretat. Entre els cercles exterior i interior hi ha les paraules "Segell públic de Niue".

## El disseny de l'escut de 1974

L'escut usat entre 1974 i 2021

En el disseny de 1974 de l'escut de Niue, en el centre hi havia l'escut de Nova Zelanda, que és un escut dividit en quarts. Al primer quart hi ha la constel·lació de la Creu del Sud, al segon un velló d'or, una garba de blat al tercer i dos martells creuats al quart. Sobre els quatre quarts del centre apareix una banda blanca sobre la qual hi ha tres naus negres. L'escut està recolzat per una dona vestida amb una túnica blanca que porta la bandera de Nova Zelanda, que representa la població descendent d'immigrants europeus (principalment britànics), i un guerrer maorí armat amb una taiaha, que representa la població indígena. Al cap de l'escut hi ha una corona, i al peu de l'escut hi ha una cinta amb les paraules Nova Zelanda. El segell estava en un cercle blanc, on hi ha escrit segell públic de Niue a la part superior i Niue a la part inferior.